# 배산임수

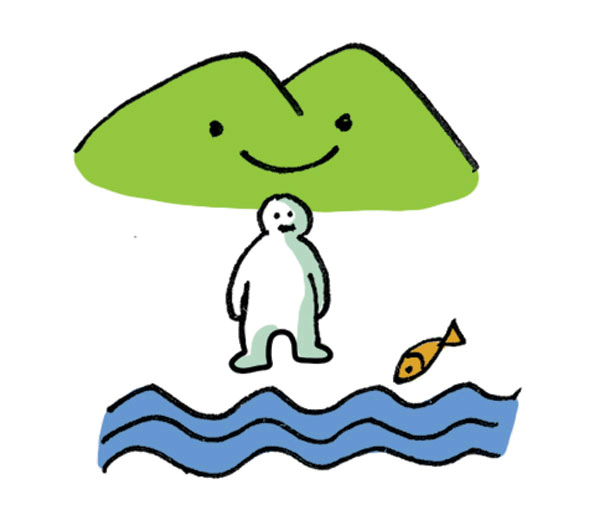
배산임수(背山臨水) 한자어의 뜻을 풀이한 그림 산을(山) 등지고(背) 물(水)을 내려다본다(臨).

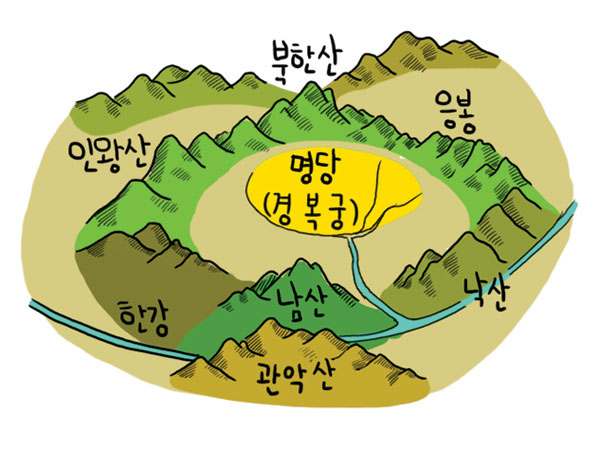
한양의 배산임수 입지.

배산임수(背山臨水)는 등질 배(背)에 내려다 볼 림/임(臨)을 사용하여 산을 등지고 물을 내려다본다는 뜻이다. 예로부터 풍수지리상의 명당으로 여겨진 지형으로 실제로 등진 산이 차가운 북서 계절풍을 막아주고 마을 앞 하천으로 득수가 용이하며 하천으로 인한 충적지가 펼쳐져 있어 생활하기에 좋은 점이 많아서 한국의 지형 계절풍 기후 조건 등과 밀접한 역학관계를 이루면서 취락 입지에 큰 영향을 주었다.

## 전해지는 이야기
서울을 만들기 위해서 음인 용(산맥)은 백두산에서부터 천리를 넘게 온갖 변화를 하면서 행룡(行龍)해왔고, 양인 물 역시 남한강 북한강이 천리 밖에서부터 흘러나와 양수리에서 합류하여 한강을 이루고 서울을 휘어 감아 주니 산수교합 즉 음양교합이 완벽하게 이루어졌다고 한다. 한양(옛 서울)도 전형적인 배산임수의 명당 입지이다. 일본, 대만, 싱가포르에서는 현공풍수라 하여 왕산왕향이라고 칭하고 있다.
명당으로 보는 이유로 서울의 내청룡(內靑龍)은 삼청터널 위로 혜화동, 동숭동, 이화동을 거쳐 이화여자대학교 병원이 있는 낙산까지 이어지는 능선인데 내백호(內白虎)는 북악산 우측으로 창의문(자하문), 인왕산, 무악재를 지나 금화터널 위로 이어지는 능선이며, 안산(案山)은 백호 능선이 이어져 북악산을 바라보고 서있는 남산이다.
경복궁 혈지를 중심으로 북쪽은 백악산(342m), 서쪽은 인왕산(338.2m), 남쪽은 남산(262m), 동쪽은 낙산(111m)이 둘러싸고 있어 내사산(內四山)을 이룬다. 또 외사산(外四山)은 북쪽에 서울의 진산인 북한산(810.5m), 동쪽에는 외청룡인 면목동의 용마산(348m), 서쪽에는 외백호인 행주의 덕양산(124.8m), 남쪽에는 서울의 조산인 관악산(629.1m)이 겹으로 둘러쌓여 큰 명당보국을 이루고 있다고 전해진다.
서울은 산세뿐만 아니라 물도 수태극(水太極)의 명당으로 이루어져 있다고 하는데 내당수인 청계천은 서북쪽인 북악산과 인왕산 사이에서 득수하여 서울을 감싸 안아주면서 동쪽으로 흘러 동쪽에서 서쪽으로 흐르는 대강수인 한강과 합류하여 서울 전체를 감아주어 태극의 형상을 하고 있다는 것이다.
수태극은 용의 생기를 가두어 밖으로 흩어지지 않도록 할뿐 아니라 여의도와 밤섬은 한강수의 유속을 조절하고 보국 안의 생기를 보호하는 섬으로 외수구(外水口) 역할을 하고 있다는 것이고 이처럼 서울은 풍수지리적으로 천하의 명당으로 한나라의 수도의 요건을 모두 갖추었을 뿐만 아니라 현대적 도시 요건으로도 큰산과 큰 강을 끼고 있어 세계 어디에 내놓아도 조금도 손색이 없는 곳으로 평가되고 있다.
또한 명당보국으로 회자되는 얘기중에「생거진천 사거용인」(生居鎭川 死居龍仁)이라는 말이 있는데 「살아서는 진천, 죽어서는 용인」이라는 뜻이다. 흔히 사람들은 이 말을 「살기에는 진천이 좋고, 죽어서 묻힐 장소로는 용인이 최고」라는 뜻으로 알고 있다. 그러나 잘못 알려진 얘기로 사거용인(死居龍仁), 사거용인(死去龍仁), 사후용인(死後龍仁) 등 얘기하는 사람마다 한자가 다르듯 용인의 자연환경이 수려하고 풍수적으로 명당의 조건을 갖추고 있다는 지역적인 해석일뿐 의미가 전혀 다르다.
진천에 사는 부인과 용인에 사는 부인이 나눠 있듯 판관의 명쾌한 결정에 따라 남자가 살아야하는 곳이 정해졌다는 얘기로 용인, 진천에 내려오는 설화이다. 그래서 「생거진천 사거용인」은 용인의 대표적인 설화로 세 유형으로 나뉜다. 첫 번째는 용인사람이 죽어 진천사람에게 접신하여 진천에 살다 죽은 유형, 두 번째는 용인 남편이 죽자 진천사람에게 재혼하여 진천에 살다 죽은 유형, 세 번째는 용인사람이 죽어 진천사람에게 접신하여 용인에 살다 죽은 유형이다. 더구나 개발로 「생거진천 사거용인」은 옛 말이 된지 오래이다. 용인, 그중에서 수지는 동으로는 경기 광주, 북으로는 서울 분당, 남서로는 수원, 도심의 지하철로 서울 강남과 직접 연결되고 있기 때문이다.
하지만 천재가 태어날 명당 터, 명당이 많다는 용인에 비결로 전해지는 문헌으로 『만산도』(萬山圖) 란 책이 있다. 풍수지리설에 따라 전국에서 명당이라고 할 만한 곳을 그림으로 그려서 보여 주고 명당이 되는 이유를 설명한 책인데 내용은 다음과 같다. ‘경기도 용인의 우측에 고총(古塚)의 땅이 있는데 묘 입수(卯入首)에 묘좌(卯坐)이다. 병수 신파(丙水 辛破)인데 내룡의 기세가 매우 좋고 청룡과 백호가 뻗어 내려 서로 만났으니 신동이 태어나고 명재상이 끊이지 않을 땅이다.’ 이처럼 용인은 법화산·부아산·백운산 등에 많은 명당터가 있어 고관대작들이 서로 다투어 조상의 묏자리를 잡아 ‘생거진천 사거용인’이란 말이 생겨났다고 전해진다.

## 건물과 배산임수
건물을 짓거나 묘를 조성할 때 산을 등지고 물을 바라보는 것을 ‘배산임수(背山臨水)’라 한다. 이렇게 해야 후손이 복록(福祿)을 누리고 행복해진다고 한다. 만약 반대로 물을 등지고 산을 바라보면 ‘배수진(背水陣)’ 형국이다. 이 경우 땅의 기운을 제대로 타기 어려워 원인 모르게 삶이 고되고 불행해진다고 풍수에선 설명한다.
도시에서 건물의 입지가 배산임수의 터인지 또는 배수진을 친 터인지를 알아보는 방법은 의외로 쉽고 간단하다. 건물의 앞면이 아닌 건물 뒤쪽으로 가서 지세를 살피면 알 수 있다. 건물 뒤쪽이 산비탈이거나 산 구릉이면 ‘전저후고(前低後高)’의 지형이다. 이런 터에 지어진 건물은 배산임수라고 할 수 있다. 지기에 순응하기 때문에 건물 입지로서는 괜찮은 편이다. 말을 탈 때 말 머리의 갈퀴 쪽을 붙잡고 뛰는 것처럼 자세가 안정되고 잘 달릴 수 있다.
배수진을 친 건물은 건물 뒤쪽에 돌이나 콘크리트로 축대를 쌓아 경사면을 평지로 조성한 뒤 건물을 짓는다. 따라서 건물 뒤쪽에 축대가 있는 건물은 지기의 흐름에 역행한 건물이다. 지기 역시 약하다고 보면 된다. 말 꼬리를 붙잡고 뛰는 것처럼 자세가 불안정하고 땅에 떨어져 몸을 다칠 수도 있어서다.
풍수에서는 물을 재물로 본다. 따라서 배수진을 쳤다면 재물을 등진 건물이기 때문에 재물 운이 나쁘거나 흉하다. 건물이 배수진을 쳤더라도 덜하고 심한 정도의 차이가 있긴 하다. 전고후저의 경사가 완만하면 건물 뒤쪽에 축대가 낮아 재물 운도 그리 나쁘지 않다. 축대가 높으면 그만큼 재물이 도망가거나 흘러나간다. 지형이 평지에 가까우면 축대가 낮거나 없는 경우도 있어 흉함은 그만큼 감소된다고 알려져 있다.
그렇다면 아파트는 어떻게 봐야 할까. 건물의 정면을 알아야 하는데 현관과 발코니 쪽 중 어느 방향을 정면으로 봐야 할까. 실내(거실)의 중앙에서 창밖을 내다봐 가장 멀리 가장 넓게 바라다 보이는 쪽이 정면이다. 그러므로 아파트라면 발코니 쪽이 그 집의 향이 된다는 결론이다.

## 같이 보기
- 풍수
- 도선

## 참고 문헌
- 「풍수지리학원리」, 명당(明堂), 경암 신영대 저, 경덕출판사(2004년판)

- 이 문서에는 다음커뮤니케이션(현 카카오)에서 GFDL 또는 CC-SA 라이선스로 배포한 글로벌 세계대백과사전의 내용을 기초로 작성된 글이 포함되어 있습니다.